# 北京快速公交2号线
北京快速公交2号线，是北京快速公交系统中的一条线路，於2008年7月31日開通。該线路运营于北京市东城区、朝阳区，自杨闸始發，開往朝阳门站，全程約14公里，設21站。隶属于北京公交集团电车分公司。

## 线路

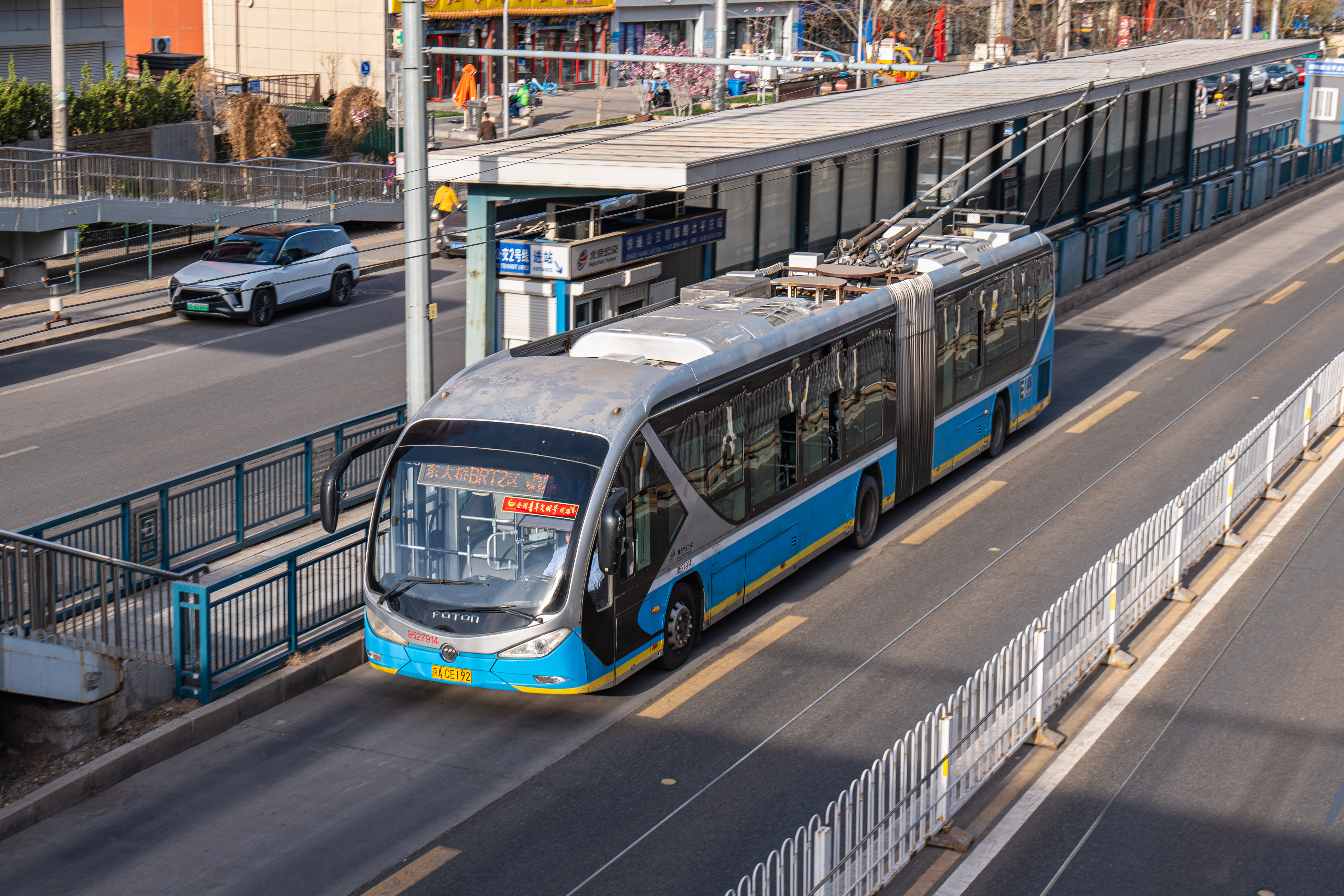
快速公交2号线离开太平庄站

杨闸—杨闸环岛西—管庄—周家井—朝阳路三间房—第二外国语学院—定福庄—大黄庄桥西—民航总医院—朝阳路太平庄—甘露园—十里堡—东八里庄—慈云寺—英家坟—红庙路口西—小庄路口西—呼家楼西—朝阳门
2009年8月26日，北京市公交集团在快速公交2号线基础上开通了朝阳门—武夷花园的支线，2014年5月26日撤销，杨闸—武夷花园段由442路替代。
为配合平谷线施工，自2023年4月28日首车起，快速公交2号线临时取消杨闸站。

## 问题
2008年快速公交2号线通车后，由于道路两侧拆迁问题，包括民航总医院站、大黄庄桥西站、三间房站在内多个车站配套的过街天桥未能建成，对乘客出行产生了不便。其中，民航总医院站在2013年以前将西向东方向的站台设在外侧非快速公交专用道上，东向西方向甩站通过。三间房站在2020年以前需要通过临时设立的人行横道进入站台。而大黄庄桥西站由于过街天桥未能建成，导致该站自2010年竣工后一直处于废弃状态，直至2019年9月26日，大黄庄桥西站开通运营。

## 票價
分段计价，2元起价。10公里以内2元，超出10公里部分每5公里加收1元，全程最高票价3元。